# Maxwell King
Maxwell King, aussi appelé Max King, est un athlète américain né le 24 février 1980. Spécialiste de l'ultrafond, il a notamment remporté les championnats du monde du 100 kilomètres en 2014.

## Résultats
| no  | masculin           | Course                                            | Longueur | Départ            | Temps            |
| --- | ------------------ | ------------------------------------------------- | -------- | ----------------- | ---------------- |
| 1re | Médaille d'or      | American River 50 Mile Endurance Run              | 50 mi    | 4 avril 2009      | 6 h 04 min 44 s  |
| 2e  | Médaille d'argent  | Way Too Cool 50K                                  | 50 km    | 13 mars 2010      | 3 h 47 min 39 s  |
| 3e  | Médaille de bronze | American River 50 Mile Endurance Run              | 50 mi    | 10 avril 2010     | 6 h 01 min 17 s  |
| 1re | Médaille d'or      | Championnats des États-Unis de course en montagne | 11,6 km  | 26 juin 2011      | 42 min 21 s      |
| 1er | Médaille d'or      | Championnats du monde de course en montagne       | 13,5 km  | 11 septembre 2011 | 52 min 06 s      |
| 3e  | Médaille de bronze | Speedgoat 50K                                     | 50 km    | 28 juillet 2012   | 5 h 23 min 10 s  |
| 3e  | Médaille de bronze | Marathon de Pikes Peak                            | 42,2 km  | 19 août 2012      | 3 h 50 min 10 s  |
| 1re | Médaille d'or      | JFK 50 Mile                                       | 50 mi    | 17 novembre 2012  | 5 h 34 min 58 s  |
| 1re | Médaille d'or      | Way Too Cool 50K                                  | 50 km    | 9 mars 2013       | 3 h 08 min 50 s  |
| 3e  | Médaille de bronze | Lake Sonoma 50                                    | 50 mi    | 13 avril 2013     | 6 h 33 min 57 s  |
| 1re | Médaille d'or      | Championnats du monde du 100 kilomètres           | 100 km   | 21 novembre 2014  | 6 h 27 min 41 s  |
| 1re | Médaille d'or      | Broken Arrow Vertical Kilometer                   | 5 km     | 18 juin 2016      | 41 min 47 s      |
| 2e  | Médaille d'argent  | Maxi-Race du Lac d'Annecy                         | 110 km   | 27 mai 2017       | 13 h 34 min 49 s |
| 1re | Médaille d'or      | Broken Arrow Skyrace 26K                          | 26 km    | 18 juin 2017      | 2 h 17 min 13 s  |
| 2e  | Médaille d'argent  | Broken Arrow Vertical Kilometer                   | 5 km     | 16 juin 2017      | 43 min 21 s      |
| 3e  | Médaille de bronze | Sierre-Zinal                                      | 31 km    | 13 août 2017      | 2 h 34 min 04 s  |
| 1re | Médaille d'or      | Way Too Cool 50K                                  | 50 km    | 3 mars 2018       | 3 h 18 min 04 s  |
| 1re | Médaille d'or      | Broken Arrow Skyrace 26K                          | 26 km    | 17 juin 2018      | 2 h 9 min 21 s   |
| 1re | Médaille d'or      | Broken Arrow Vertical Kilometer                   | 5 km     | 19 juin 2019      | 42 min 46 s      |
| 3e  | Médaille de bronze | Ring of Steall SkyRace                            | 29 km    | 20 septembre 2019 | 3 h 20 min 42 s  |
| 4e  | 4e                 | Championnats du monde de trail - Court            | 48 km    | 5 novembre 2022   | 3 h 17 min 31 s  |